# Ophiomisidium irene
Ophiomisidium irene är en ormstjärneart som beskrevs av Fell 1952. Ophiomisidium irene ingår i släktet Ophiomisidium och familjen fransormstjärnor. Inga underarter finns listade i Catalogue of Life.